# Ophisma cuprizona
Ophisma cuprizona là một loài bướm đêm trong họ Erebidae.